# Noel Aguirre
Noel Ricardo Aguirre Ledezma (26 tháng 4 năm 1960 – 2 tháng 1 năm 2024) là cựu nhà kinh tế học, nhà giáo và chính khách người Bolivia. Trước đây, ông từng là thành viên của đảng MAS-IPSP và giữ chức vụ làm Bộ trưởng Kế hoạch Phát triển Bolivia từ ngày 8 tháng 2 năm 2009 đến ngày 23 tháng 1 năm 2010.